# Heath (Musiker)

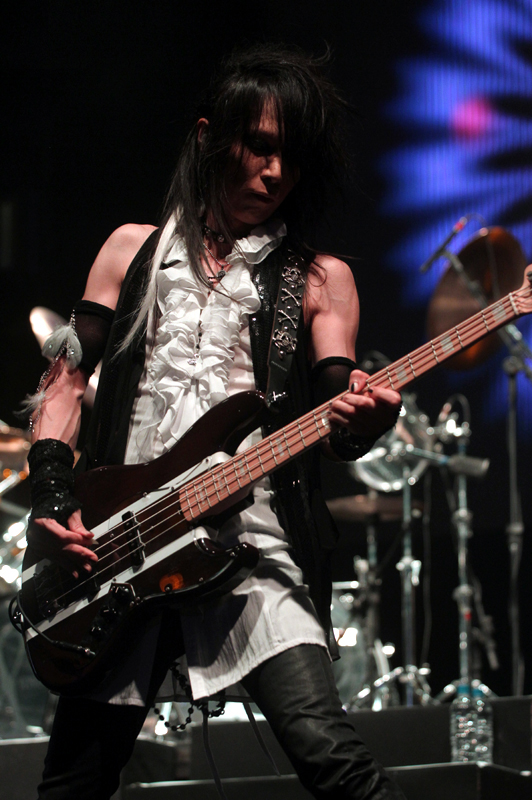
Heath in São Paulo 2011

Heath (* 22. Januar 1968 in Amagasaki, Japan als Hiroshi Morie (jap. 森江 博, Morie Hiroshi); † 29. Oktober 2023) war ein japanischer Rockbassist. Er wurde mit der Band X Japan bekannt, der er 1992 als Nachfolger Taijis beitrat. Er war aber auch als selbstständiger Künstler tätig und war in diversen anderen Bands.

## Biografie
Heaths musikalische Karriere startete im August 1992, als er X Japan beitrat. Während des Extasy Summits 1992 lernte er hide besser kennen, der ihn in die Gruppe brachte. Extasy Summits 1992 war eine große Konzertveranstaltung, die X Japans Leader Yoshiki ausrichtete, damit unbekanntere Bands sich vorstellen konnten. Seit damals bis zu ihrer Auflösung 1997 war er Teil der Gruppe und war bei ihrer Wiedervereinigung 2007 auch wieder Mitglied.
Seine Solokarriere startete Heath Ende 1994, wobei sein erstes Mini-Album im Februar 1995 auf den Markt kam. 1998 nahm er an einigen Wohltätigkeitskonzerten teil und hatte seine ersten Solo-Auftritte.
Ab 2000 startete er das Projekt Dope HEADz zusammen mit X Japans zweitem Gitarristen Pata. Offiziell pausierten sie ab dem Februar 2003. Im Oktober 2003 hatte Heath ein Projekt namens RATS, das jedoch schon seit August 2004 wieder pausiert. Am 24. Juli 2005 gründete er die Band Lynx.
Er starb Ende Oktober 2023 im Alter von 55 Jahren an den Folgen einer Krebserkrankung.

## Diskografie

### Alben
- 1995: Heath
- 1998: Gang Age Cubist
- 2006: Desert Rain

### Singles
- 1996: Meikyū no Lovers (迷宮のラヴァーズ; Abspanntitel des Anime Detektiv Conan)
- 1997: Traitor
- 1998: Crack yourself
- 2005: New Skin
- 2005: Come to Daddy
- 2005: The Live
- 2006: Solid

### Filmmaterial
- 1995: Heath
- 1997: Heath of all films

### Bücher
- six nine cell

### X Japan
ab dem Album Art of life (1993)